# Nelly Roussel

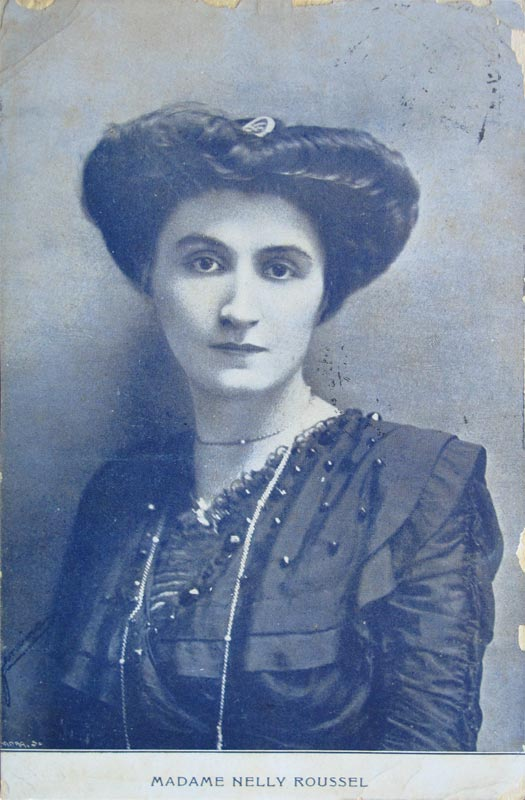
Nelly Roussel in 1911.

Nelly Roussel, (Parijs, 5 januari 1878 - Parijs, 18 december 1922), was een Frans vrijdenkster, vrijmetselaar, feministe, neomalthusiane en libertair schrijfster. In 1902 was zij de eerste vrouw die openlijk pleitte voor anticonceptie. Samen met feministe en psychiater Madeleine Pelletier hamerde ze op het belang van seksuele voorlichting voor meisjes.

## Biografie
Nelly Roussel was een groot voorvechtster van geboortebeperking. Net als Pelletier was ze een van de eerste vrouwen in Europa die openlijk het recht opeiste voor vrouwen om over hun eigen lichaam te beschikken. Daarnaast hing ze een beleid van geboortebeperking aan. In 1902 verklaarde ze als eerste vrouw voor anticonceptie te zijn, wat haar op vijandige reacties uit de feministische hoek kwam te staan. Samen met Pelletier onderstreepte ze het belang van seksuele voorlichting voor meisjes. Ze streefden een modern doel na: het moederschap loskoppelen van seksualiteit. Daarbij ging het hen niet om het promoten van de vrije liefde zoals veel tegenstanders wilden doen geloven (inclusief de feministen). Ze wilden vrouwen het recht te geven om, als ze – al dan niet getrouwd – met een man samenleefden, te kunnen genieten van seks, zonder meteen ongewenst zwanger te worden. Als ze gebruik kunnen maken van anticonceptie en van abortus, kunnen ze er zelf voor kiezen om moeder te worden of niet. Roussel sloot zich aan bij de neomalthusiaanse beweging van Paul Robin, die het idee aanhangt dat geboortebeperking (‘ouderlijke behoedzaamheid’) voor de laagste sociale klassen een middel kan zijn om zich te emanciperen.
Ze verzette zich tegen het traditionele beeld van de vrouw. Haar leven, haar gedachtegoed en haar acties waren erop gericht om een ander beeld van de vrouw te creëren, naar het voorbeeld van de 'New Woman' (Nederlands: ‘nieuwe vrouw’) zoals die in de Verenigde Staten en Engeland bestond. Een sportieve, actieve vrouw die waardevol werk doet. Tegenover het ‘eeuwig vrouwelijke’ plaatste Roussel de ‘eeuwig opgeofferde’ (de titel van een van haar boeken). Dat wil zeggen dat de vrouw volgens Roussel, 'niet alleen achtergesteld is door God en door de natuur, maar ook door de republikeinse maatschappij zelf’.

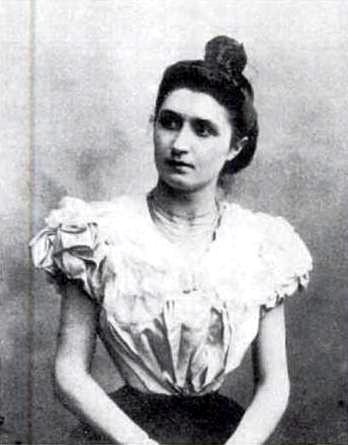
Nelly Roussel in 1896.

Ze werd ingewijd in de vrijmetselarij bij de Grande loge symbolique écossaise. Later trad ze toe tot loge no. 4, die dicht bij de harde kern van de vrijmetselaars stond, namelijk de 'Ordre maçonnique mixte international « le Droit humain»'. Ze trouwde met beeldhouwer Henri Godet met wie ze drie kinderen kreeg. Nelly Roussel stierf in 1922 aan tuberculose. Ze werd begraven op Père Lachaise (sectie 92).
Het archief van Nelly Roussel bevindt zich in de Bibliothèque Marguerite-Durand in Parijs.